# Tremila anni fra i microbi
Tremila anni fra i microbi (Three Thousand Years Among the Microbes) è un racconto lungo fantastico-fantascientifico di Mark Twain, scritto nel 1905, che l'autore lasciò incompiuto. Il testo completo è apparso nella raccolta postuma The Devil's Race-Track nel 1980.

## Storia editoriale
Mark Twain iniziò Three Thousand Years Among the Microbes il 20 maggio 1905, durante un soggiorno a Dublin (New Hampshire), e sospese la stesura il 23 giugno, dopo aver redatto oltre 100 000 parole in trentacinque giorni senza completare un finale. Le carte autografe, conservate presso il Mark Twain Papers & Project (Bancroft Library, Università della California, Berkeley), evidenziano numerose revisioni ma l'assenza di un epilogo, indice dell'abbandono del progetto.
Nel 1912 il biografo Albert Bigelow Paine riprodusse alcuni passaggi dell'opera nel terzo volume di Mark Twain: A Biography, osservando che Twain «sperava di trarne un'opera satirica ma rimase intrappolato nella propria premessa».
A metà degli anni sessanta lo studioso John S. Tuckey rintracciò il dattiloscritto in copia carbone tra le cosiddette «Great Dark Writings» e ne pubblicò circa 20 000 parole nel volume Which Was the Dream? and Other Symbolic Writings of the Later Years.
Il testo completo apparve solo nel 1980, quando Tuckey lo incluse in The Devil's Race-Track: Mark Twain's Great Dark Writings, corredandolo di un ampio commento critico che lo collocava tra le sperimentazioni tarde di Twain sulle prospettive temporali e cosmiche.

## Trama
Huck, un uomo statunitense che nel nuovo idioma assume il nome «B. b. Bkshp», viene trasformato in un vibrione di Vibrio cholerae e precipita nel sangue di Blitzkowski, un vecchio vagabondo ungherese, percepito come un intero «continente umano».
All'interno del «mondo Blitzkowski», il narratore convive con società microbiche chiamate «Sooflaskies» e con i loro ausiliari, gli «swinks»; nei dialoghi con il filosofo «Duke» osserva guerre, culti e istituzioni economiche che imitano in miniatura quelle degli esseri umani.
Il testo si presenta come un'autobiografia che copre tremila anni di tempo microbico (poche settimane umane) e include «note aggiunte dalla stessa mano settemila anni dopo», ma s'interrompe al capitolo 16, lasciando in sospeso il destino di Blitzkowski e del suo ospite batterico.

## Critica
La narrazione è in prima persona e procede per segmenti digressivi che si interrompono bruscamente al capitolo 16, riflettendo l'incompletezza del manoscritto. Kathleen Walsh interpreta questa struttura frammentaria come rappresentazione della progressiva perdita di memoria del narratore, legata alla diversa scala temporale dei microbi rispetto agli esseri umani. Alcuni passaggi impiegano terminologia tecnico-scientifica, indice dell'interesse di Twain per la microbiologia divulgato dal batteriologo Herbert William Conn.
L'opera ricevette scarsa attenzione fino alla pubblicazione integrale del 1980. Edmund Wilson, recensendo l'estratto del 1966 su The New York Review of Books, definì il racconto «prolisso e noioso». Walsh ne ha invece sottolineato la riflessione sull'instabilità della realtà narrativa. Studi più recenti, come quello di Davina Höll, collegano il testo ai dibattiti su «salute planetaria» e relazioni uomo-microbo.

## Edizioni

### In lingua originale
- (EN) Mark Twain, Three Thousand Years Among the Microbes (estratto), in Albert Bigelow Paine (a cura di), Mark Twain: A Biography, vol. 3, New York, Harper & Brothers, 1912,  pp. 1450–1455.
- (EN) Mark Twain, Three Thousand Years Among the Microbes (parziale), in John S. Tuckey (a cura di), Which Was the Dream? and Other Symbolic Writings of the Later Years, Berkeley, University of California Press, 1966,  pp. 123–199, ISBN 9780520012851.
- (EN) Mark Twain, The Devil's Race-Track: Mark Twain's Great Dark Writings, a cura di John S. Tuckey, Berkeley, University of California Press, 1980,  pp. 327–385, ISBN 9780520037809.

### In italiano
- Mark Twain, Tremila anni fra i microbi (estratto), in Luigi Cozzi (a cura di), Le Origini (dal 1800 al 1925), collana Storia della Fantascienza, traduzione di Roberta Rambelli, vol. 1, Bologna, Libra Editrice, dicembre 1980,  pp. 301–308.
- Mark Twain, Tremila anni fra i microbi (estratto), in Orme sulle stelle, collana Nova SF*, traduzione di Stefano Carducci, vol. 19, Bologna, Perseo Libri, 1990.
- Mark Twain, Tremila anni fra i microbi, collana Universale Economica I Classici, traduzione di Laura Portoghese, Milano, Feltrinelli, 1996, ISBN 9788807821387.
- Mark Twain, Tremila anni fra i microbi (estratto), in Le Grandi Firme della Fantascienza, traduzione di Roberta Rambelli, vol. 7, Bologna, Perseo Libri, 1997.
- Mark Twain, 3000 anni tra i microbi, a cura di Matteo Pinna, collana Neri, Cagliari, WoM Edizioni, 2021, ISBN 9788894556605.

### In altre lingue
- (FR) Mark Twain, Trois mille ans chez les microbes, traduzione di Michel Waldberg, Paris, Éditions de la Différence, 1985, ISBN 2-7291-0169-1.